# Механорецептор
Механореце́пторы — это окончания чувствительных нервных волокон, реагирующие на механическое давление или иные механические воздействия: как действующие извне (тактильные рецепторы), так и возникающие во внутренних органах (кинестетические рецепторы). За открытие принципов работы механорецепторов и терморецепторов Дэвиду Джулиусу и Ардему Патапутяну была присуждена Нобелевская премия по физиологии 2021 года.

## Виды механорецепторов
Тактильные механорецепторы — рецепторы, сосредоточенные в наружных покровах животных и человека; воспринимают прикосновение к коже, давление на неё, растяжение кожи. У человека имеются три главных типа таких рецепторов: тельца Мейснера (только на гладкой, то есть лишённой волос, коже), тельца Меркеля (или диски Меркеля) и тельца Руффини (или окончания Руффини).
Барорецепторы — рецепторы, расположенные в стенках кровеносных сосудов, сердца, полых гладкомышечных органов, а также в подкожном слое; они реагируют на растяжение вследствие повышения давления крови, скопления газов в желудке или кишечнике и т. п. Основной тип таких рецепторов — тельца Пачини.
Проприорецепторы — рецепторы, сосредоточенные в мышечно-суставном аппарате; реагируют на растяжение при сокращении или расслаблении скелетных мышц. Важнейшие их группы — мышечные веретена и сухожильные органы Гольджи.
Вестибулорецепторы (или механорецепторы вестибулярного аппарата) — рецепторы, реагирующие на поступательные и вращательные движения головы.

## Применение в технике
В настоящее время изучение принципов устройства и работы механорецепторов, имеющихся у различных групп животных, играет — в соответствии с принципами бионики — весьма важную роль при разработке информационных систем роботов.